# 2 pr. n. št.
2 pr. n. št. je bilo navadno leto, ki se je po julijanskem koledarju začelo na četrtek ali petek (različni viri navajajo različne podatke), po proleptičnem julijanskem koledarju pa na sredo.
V rimskem svetu je bilo znano kot leto konzulstva Avgusta in Silvana, pa tudi kot leto 752 ab urbe condita.
Oznaka 2 pr. Kr. oz. 2 AC (Ante Christum, »pred Kristusom«), zdaj posodobljeno v 2 pr. n. št., se uporablja od srednjega veka, ko se je uveljavilo številčenje po sistemu Anno Domini.

## Dogodki
- v Rimu je končan akvadukt Aqua Alsietina.
- Rimski senat podeli cesarju Avgustu naziv Pater Patriae.
- Fraat V. v sodelovanju z materjo usmrti svojega očeta, Fraata IV., in prevzame prestol Partskega cesarstva.

## Rojstva
- Jezus Kristus, po izračunih Evzebija in izročilu Jehovovih prič (sodobnejše ocene postavljajo leto njegovega rojstva med leti 7 in 4 pr. n. št.)

## Smrti
- Fraat IV., kralj Partskega cesarstva